# 県道135号 (台湾)
県道135号（けんどう135ごう）は、彰化県和美鎮から同県彰化市を結ぶ、全長8.195kmの台湾の県道である。

## 通過する自治体
- 彰化県
  - 和美鎮
  - 彰化市

## 接続する道路
- 国道3号
- 台61乙線
- 県道134号
- 県道138号
- 県道142号
- 台19線

## 施設
- 和美インターチェンジ

## 支線(廃止)

### 甲線
県道135号甲線（けんどう135ごうこうせん）は、全線2017年11月3日以降は郷道彰193線に変更です、彰化県埔塩郷から同県渓湖鎮を結ぶ、全長15.081kmの台湾の県道である。県道148号と重複区間がある。

#### 通過する自治体
- 埔塩郷
- 渓湖鎮

#### 接続する道路
- 県道135号
- 県道148号
- 台19線